# Sälgbladgallmygga
 Sälgbladgallmygga (Iteomyia capreae) är en tvåvingeart som först beskrevs av Johannes Winnertz 1853. Sälgbladgallmyggan ingår i släktet Iteomyia och familjen gallmyggor. Inga underarter finns listade i Catalogue of Life.
Sälgbladgallmyggan lägger, som namnet antyder, sina ägg i galler på blad av sälg och andra arter i videsläktet. Dess utbredningsområde är Europa och Asien, från Irland och Portugal i väster till Sibirien, Kina och Japan i öster.